# 몽정애 : 꿈속의 여인
"몽정애 : 꿈속의 여인"은 한국에서 제작된 이영화 감독의 2013년 에로, 멜로/로맨스 영화이다. 이민우 등이 주연으로 출연하였다.

## 출연

### 주연
- 이민우
- 윤보리
- 신영웅
- 성윤아

### 조연
- 유세미